# Plesiadapoidea
Plesiadapoidea é uma superfamília extinta de mamíferos relacionados com os primatas, que viveu do Médio Paleoceno ao Baixo Eoceno no que hoje é a província de Alberta, Canadá, na Europa e na Ásia, os quais lembravam esquilos em sua aparência e, como tal, ocupavam um nicho similar ao dos roedores. Eles não estão na linhagem de descendência que resultou nos primatas posteriores.